# Bladkapiteel

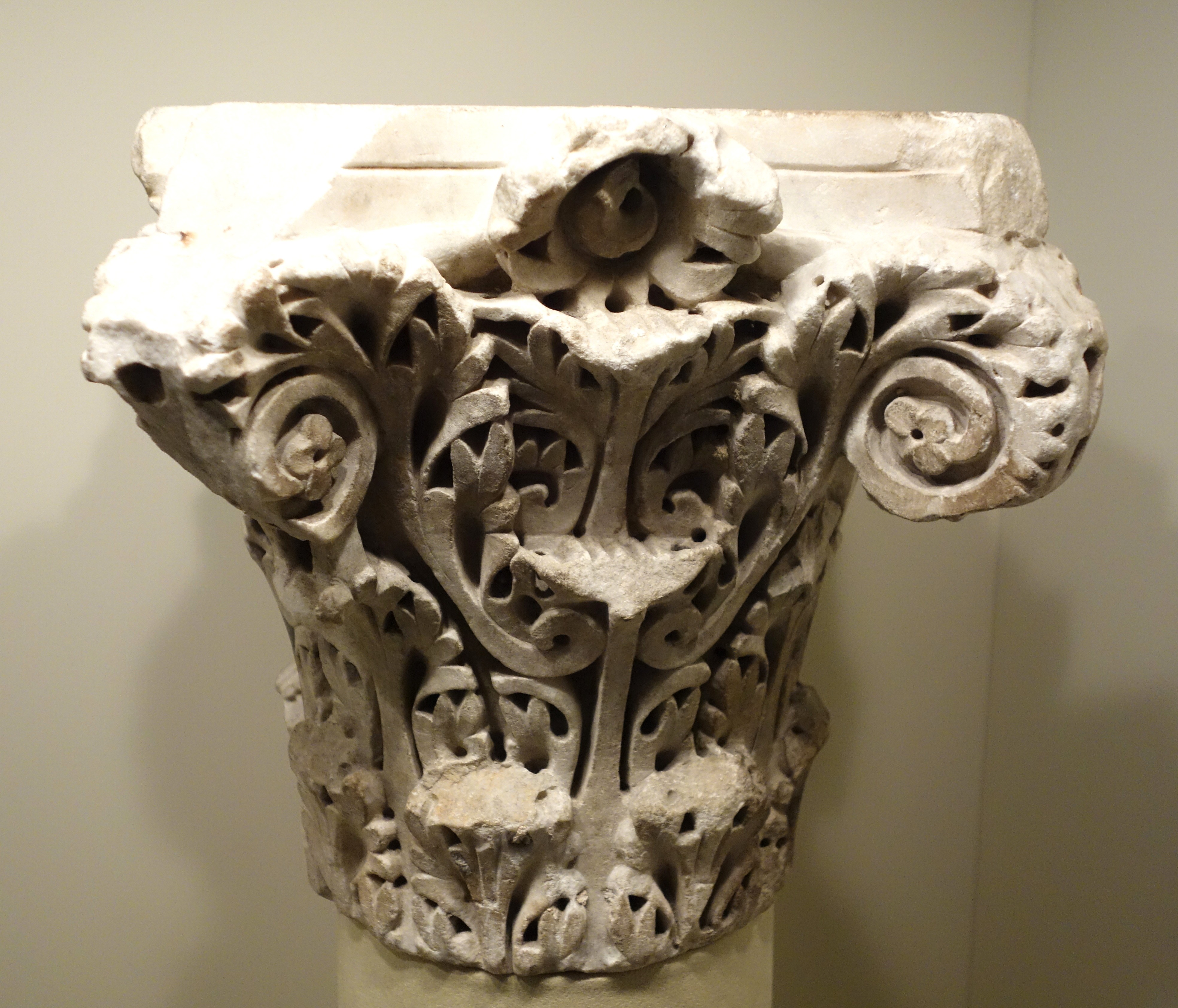
Bladkapiteel

Een bladkapiteel, bladwerkkapiteel of bladerkapiteel is een type kapiteel of zuilbekroning waarbij de zijden of ronde omtrek voorzien zijn van versiering met gestileerd of naturalistisch bladwerk. Dit type werd onder andere toegepast in de romaanse architectuur en wordt daarom gerekend tot het romaanse kapiteeltype. De acanthusbladeren vormen het meest gebruikte bladmotief. Bladkapiteel kan in twee hoofdgroepen worden onderverdeeld, te weten het gestileerd bladwerkkapiteel en het naturalistisch bladwerkkapiteel. Types bladkapiteel zijn onder andere knopkapiteel, bladkelkkapiteel, Maaskapiteel, koolbladkapiteel en waterbladkapiteel.

## Geschiedenis
In Europa gaat het bladkapiteel terug op het Korinthische kapiteel, waarin als belangrijk kenmerk acanthusbladeren zijn verwerkt. Dit werd zo toegepast in de Laat-Romeinse en Byzantijnse tijd. De vorm van de acanthusbladeren werd steeds preciezer toegepast en beleefde zijn hoogtepunt in de Karolingische tijd. Later nam de precisie weer af, mede onder de invloed van het toenemende gebruik van geometrische vormen.
In de middeleeuwen worden er vanaf 1160 twee varianten bladkapiteel zichtbaar. Enerzijds was dat het blokkapiteel waarbij palmetten werden toegepast, met op de hoeken ervan gezichten, koppen en dieren. Anderzijds was dat het bladkelkkapiteel, dat vooral toepassing vond in de (Franse) gotiek. In de laatgotiek werden er steeds minder bladkelkkapitelen gebruikt omdat in die stijl de geledingen en profielen steeds meer in elkaar overgingen. In de 13e eeuw zien de bladeren er steeds naturalistischer uit. In de 14e eeuw worden de bladeren schematischer uitgebeeld.
In de renaissance werd het Korinthische kapiteel weer vaker gebruikt, maar met meer variatie. Veranderingen zijn onder andere dat de middenrozet vervangen wordt door een kop- of borstbeeldje, en een omkering van de draairichting van de voluten. In de barok worden er meer voluten toegepast en ertussen worden bloemslingers gehangen. In de classicistische periode krijgen de kapitelen minder bladeren en bladmotieven en wordt er meer gebruikgemaakt van de Dorische en Ionische stijl.